# Лечителят
„Лечителят“ (на корейски: 힐러; на английски: Healer) е южнокорейски сериал, който се излъчва от 8 декември 2014 г. до 10 февруари 2015 г. по KBS2.

## Сюжет
Сериалът преплита съдбите на трима напълно непознати – нощен куриер, известен журналист и прохождаща репортерка.
Со Джонг Ху няма приятели и мечтае да събере достатъчно пари, за да си купи собствен частен необитаем остров, където да живее безгрижно. За да сбъдне мечтата си, той приема високоплатени поръчки, движещи се по ръба на закона, които изпълнява като нощен куриер с кодовото име Лечителят. Поредната му задача го среща с привлекателната Че Йонг Шин, която работи за папарашки сайт, но мечтае да стане истински репортер като известния журналист Ким Мун Хо.
Точно Ким Мун Хо е наел Со Джонг Ху да защитава Че Йонг Шин от хората, които искат смъртта ѝ. Пазейки живота й, Джонг Ху се влюбва в Йонг Шин, а съдбоносната им среща става причина една дълбоко пазена тайна, свързана с истинската самоличност на младата журналистка, да излезе наяве.
Тримата обединяват усилия, за да разследват трагичен инцидент от 1992 г., когато двама души, управлявали нелегална продекомратична радиостанция по време на Петата република в Южна Корея, са убити. А сега историята изглежда се повтаря. Разплитайки загадката, Со Джонг Ху, Ким Мун Хо и Чи Йонг Шин разбират, че да се ровиш в чуждите грехове е не само много опасно, но и смъртоносно. Но те са въоръжени с истината, любовта и не на последно място със завидните хакерски умения на тайнствен приятел.

## Актьори
- Чи Чанг-ук – Со Джонг Ху / Пак Бонг Су / Лечителят
- Пак Мин-йонг – Че Йонг Шин / О Джи Ан
- Ю Джи Те – Ким Мун Хо
- Ким Ми Кьонг – хакер Аджума
- О Куанг Рок – Ки Йонг Дже
- Джи Ил Джу – Со Джун Сок
- Пак Санг Мьон – Че Чи Су
- У Хьон – Чул Мин
- Пак Уон Санг – Чанг Бьонг Се

## В България
В България сериалът започва на 10 януари 2023 г. по bTV Lady и завършва на 6 февруари. Дублажът е на Саунд Сити Студио.